# 草鹿浅之介
草鹿 浅之介（くさか あさのすけ、1900年10月25日 - 1993年8月11日）は、日本の裁判官、検察官。最高裁判所判事。大阪府出身。父は元第四高等学校ドイツ語講師、住友本社理事(住友倉庫総支配人)の草鹿丁卯次郎、長兄は連合艦隊参謀長を務めた海軍軍人の草鹿龍之介。義父（妻雪子の父）は枢密院顧問官の二上兵治。また、従兄には龍之介が兄と慕った海軍軍人(南東方面艦隊司令長官、海軍兵学校校長)の草鹿任一、伯父には任一の父で丁卯次郎の兄である草鹿甲子太郎(衆議院議員、弁護士、神戸日華実業協会理事長)がいる。

## 来歴

### 生い立ち
1900年（明治33年）大阪にて草鹿丁卯次郎の三男として誕生。丁卯次郎には息子が4人（その他女子が4人）おり、それぞれ龍之介 (元連合艦隊参謀長)、犀之介(北海道紋別/草鹿牧場経営)、浅之介、卯之介（インドネシア/草鹿商会社長）と名付けた。息子4人をそれぞれ士農工商に分け国のために尽くすように計らったが、三男の浅之介だけは結果的に工ではなく、法の道に進むことになった。浅之介の名は金沢の浅野川に由来している。
1912年（明治45年）に大阪偕行社付属小学校を卒業。同級生で親友に同じく石川県に縁がある安宅産業会長の安宅英一がおり、安宅とは終生の付き合いがあった。
1919年（大正8年）に大阪府立天王寺中学校を卒業。同級生に作家阿川弘之の兄阿川幸寿がいる。
少年時代は相当な腕白で、一説によると井戸に小便をして父の怒りを買い、博多にある禅の古刹安国山聖福寺(臨済宗妙心寺派)に修行に出され、その後も長らく高名な東瀛老師に師事する機会を得た。

### 第一高等学校時代
1922年（大正11年）に第一高等学校文科乙類を卒業。
一高の同級生には、親友の尾崎秀実がいた。尾崎を内閣嘱託として近衛文麿に紹介した総理大臣秘書官の牛場友彦も同級生である。尾崎は実家があった台湾に帰省する途中、当時大阪北畠にあった浅之介の実家（草鹿丁卯次郎邸、「南東軒」）に立ち寄り、父丁卯次郎、長兄龍之介他草鹿家の人々と親交を深めた。丁卯次郎はドイツイェーナ大学に留学後に日本にカール・マルクスの学説を紹介した一人といわれているが、浅之介自身はどちらかといえば右寄りの思想、一方親友の尾崎は共産主義に傾倒していった。尾崎と浅之介はともに上海での勤務経験があり、上海に関わる会話をする機会があったようだが、尾崎も上海における記者以外の活動については親友の浅之介にも決して話をしなかった。尾崎がゾルゲ事件で逮捕された時、浅之介は東京刑事地方裁判所思想部におり、尾崎の裁判を裁判官として浅之介が担当する可能性があったが、浅之介はこれを固辞し、同じく一高同級生の高根義三郎（東京民事地方裁判所判事）とともに、密かに尾崎や尾崎の家族のケアに動いていた。尾崎も、思想や立場は違えど親友の浅之介を大変信頼しており、死の直前、裁判官に上申書を上げた際にも「禅をやる友人（=浅之介）には僕の死生観のところを是非読んでもらいたいものです」と綴った手紙（1944年3月8日付）を妻に送っている。また、浅之介は次男の就職にあたり「(共産主義やスパイ礼賛という意味ではなく)尾崎の(元の純粋な)想いを継ぐように」と尾崎が勤務していた朝日新聞社への入社を勧め、次男は朝日新聞社に入社している。

### 京都帝国大学時代
1925年（大正14年）に京都帝国大学法科を卒業。
京都帝大時代の友人には後に総理大臣となる池田勇人がいた。池田は旧知の浅之介が最高裁判所裁判官に任命された時、この伝達を腹心の大平正芳に依頼したとの話がある。
この頃、父丁卯次郎の第四高等学校時代の同僚であり、同郷で親友の西田幾多郎（京都帝国大学教授）が大阪北畠の草鹿邸をよく訪れており、実家に帰省の際、酒席等で西田の教えをたびたび受けている。幼少期から大学生時代までに触れた禅の教えや西田哲学の骨子がその後の人生観に大きな影響を与えたものと考えられる。また、浅之介は3 - 4回生の頃、就職については「父親の伝手で住友系の会社のどこかに就職できるだろう」と呑気に考えていたところ、父丁卯次郎から「お前がもし住友に入った場合、仕事で成果を上げれば草鹿の息子だからと妬まれ、仕事の出来が悪ければやはりコネで入った草鹿の息子は馬鹿だ、と笑われるだけだ」と一喝され、「その後は心を入れ替えて司法試験を志し、勉強に打ち込んだ」と語っている。

### 法曹界時代
1926年（大正15年）4月、司法官試補となる。
1927年（昭和2年）12月に判事となり、東京地方裁判所、甲府地方裁判所に勤務した。1939年（昭和14年）5月に司法省から上海に派遣され、興亜院調査官、阿部信行特命全権大使随員、汪兆銘政権の日華基本条約締結の法律顧問を務めた。
この後は東京で裁判官生活を送り、1946年（昭和21年）7月から函館地方検察庁検事正を務める。その後、千葉地方検察庁検事正、最高検察庁検事、法務府刑政長官、最高検公安部長、札幌高等検察庁と福岡高等検察庁、大阪高等検察庁の各検事長を歴任した。大阪高検検事長時代には岸本義広選挙違反事件を指揮した。
1962年（昭和37年）8月に最高裁判所裁判官に就任。1970年（昭和45年）7月31日に仁保事件の裁判長として死刑判決を破棄して広島高等裁判所にやり直しを命ずる破棄差戻し判決を言い渡した。この判決について草鹿は「別件逮捕等の法律問題に触れなかったのは、それよりもまず被告が犯人であるかどうかという最も重要な問題に取り組んだからだ。最高裁が証拠調べをするかどうかについて、16年前の事件であるため、当時以上の証拠を集めうることは難しいと判断してやらなかった。差し戻した広島高裁での証拠が十分でなかったら無罪にせざるをえないと思う」と話した。
最高裁判所裁判官時代の長官は石田和外であり、石田は長兄龍之介から山岡鉄舟を祖とする一刀正伝無刀流の免許皆伝を受けた間柄でもある。
1970年（昭和45年）10月に定年退官。その後は弁護士登録し、三島事件の盾の会弁護人やロッキード事件の田中角栄被告弁護団の最高顧問を務めた。
墓所は東京上野の谷中霊園にあるが、これは元々、子供がなかったために丁卯次郎が家督を継いだ丁卯次郎の叔父にあたる草鹿瑍(彰、富山県判事）の墓所である。

## 年譜
- 1900年(明治33年)10月25日 - 出生[1]
- 1925年(大正14年)12月 - 司法科試験[1]
- 1926年(大正15年)4月 - 司法官試補[1]
- 1927年(昭和2年)12月 - 東京地裁予備判事[1]
- 1928年(昭和3年)10月 - 甲府地裁判事[1]
- 1929年(昭和4年)8月 - 東京地裁判事[1]
- 1935年(昭和10年)5月 - 東京刑事地裁兼東京民事地裁判事[1]
- 1939年(昭和14年)5月 - 興亜院華中連絡部事務官[1]
- 1940年(昭和15年)
  - 1月 - 興亜院華中連絡部調査官[1]
  - 4月 - 中華民国派遣特命全権大使随員[1]
  - 10月 - 東京刑事地裁判事[1]
- 1941年(昭和16年)1月 - 東京刑事地裁部長[1]
- 1944年(昭和19年)11月 - 司法事務視察のため朝鮮満洲へ出張[1]
- 1945年(昭和20年)6月 - 大阪地裁部長[1]
- 1946年(昭和21年)
  - 4月 - 大阪控訴院部長[1]
  - 7月 - 函館地検検事正[1]
- 1947年(昭和22年)7月 - 千葉地検検事正[1]
- 1949年(昭和22年)9月 - 最高検検事[1]
- 1950年(昭和22年)
  - 5月 - 法務府検察研究所長[1]
  - 7月 - 法務府刑政長官[1]
- 1951年(昭和26年)6月 - 国際刑法監獄会議日本代表として欧米へ出張[1]
- 1952年(昭和27年)
  - 3月 - 法務府検察研究所長[1]
  - 7月 - 最高検公安部長[1]
- 1953年(昭和28年)9月 - 札幌高検検事長[1]
- 1957年(昭和32年)12月 - 福岡高検検事長[1]
- 1960年(昭和35年)4月 - 大阪高検検事長[1]
- 1962年(昭和37年)8月12日-1970年(昭和45年)10月24日 - 最高裁判事[1][2]

## 人物
酒を愛し、特に銀座三原橋の老舗二葉鮨には足繁く通い、主人の小西三千三とは個人的な親交を深めた。父丁卯次郎の住友時代からの縁や、妻雪子が師範となっていた関係から茶道裏千家とも深く係わりを持っていた。

## 顕彰
- 勲一等瑞宝章 - 1970年（昭和45年）

## 著書

### 共著
- 『刑法総論』（定塚道雄共著 恒春閣書房、1944年4月）[7]